# Ameriška metafikcija
Ameriška metafikcija je ime za kulturno gibanje od sredine tridesetih let do konca osemdesetih let 20. stoletja. Kot literarni pojav se je uveljavila leta 1960 z Johnom Barthom. Ameriški metafikcionalisti so za svojega predhodnika priznavali predvsem argentinskega pisatelja Jorgeja Luisa Borgesa. Ameriška metafikcija velja za najpristnejši primer literarnega postmodernizma.

## Časovna umestitev
Ameriška metafikcija se je kot sklenjen literarni pojav začela v začetku šestdesetih let dvajsetega stoletja z romanom Johna Bartha: The Sot-Weed Factor (1960). S tem je na faktografski ravni  njena časovna omejitev nesporna, pojavi pa se vprašanje, ali je ameriška metafikcija del postmodernizma ali ne. 
Literarni kritik Frederick Jameson je njegov časovni prag postavil tako blizu devetdesetim letom, da bi bilo ob sprejetju njegove periodizacije potrebno iz konteksta postmodernizma izvzeti marsikatero delo, ki spada v ameriško metafikcijo; postmodernizem se je v knjižni obliki vzpostavil v prvi polovici šestdesetih let.
Pri ameriški metafikciji naj bi šlo za ultramodernizem, na podlagi njene zaznamovanosti z intelektualizmom kot zaščitnim znakom modernizma, vztrajanja pri modernističnem razmerju med subjektom in objektom ter izražanja njene pripadnosti metafizičnemu nihilizmu z eliminacijo vseh vrednot in ironijo.
Andreas Kilb trdi, da postmodernizma v ameriški metafikciji ne more biti, saj ameriška književnost nima prave historične diferenciranosti.
Pri historični umestitvi velik problem predstavljajo oznake za obdobja v umetnosti. S stališča ameriškega pojmovanja je namreč postmodernizem lahko viden kot izrazit obrat od modernizma ali pa kot njegov podaljšek, ameriška metafikcija pa v vsakem primeru kot njegov značilni literarni izraz. V Evropi razumejo ameriško metafikcijo kot iztek modernizma.

## Zgodovinsko ozadje ameriške metafikcije

### 1934–1941: Obrat na levici
Za del ameriškega kulturnega življenja, ki je zanimal metafikcijo, je odločilen vpliv newyorških  judovskih intelektualcev. Publicisti iz štiridesetih in petdesetih let so pri pisanju uporabljali trdna teoretska merila, ki so odsevala širša družbena dogajanja, z željo, da bi vanje s pisanjem tudi posegla.
Svojo ambicijo je dolgovala političnemu radikalizmu marksistične usmeritve, ki ga je gojila ameriška nova levica od začetka tridesetih let. Takšno stališče je skupino ključnih metafikcijskih mislecev spravljalo na ameriško družbeno obrobje. Intelektualne povezave so se vzpostavljale v kulturnih revijah, med katerimi je bila najpomembnejša Partisan Review, ki je začela izhajati leta 1934 kot spremljevalna publikacija levičarskega časopisa The New Masses. 
Ameriški levičarski intelektualci so se opredeljevali do svetovnih družbenih dogodkov, predvsem do razcepa v sovjetski partiji, ki je pripeljal do moskovskih procesov s Stalinom na eni in Trockim na drugi strani. Med trdim jedrom ameriške levice je bilo tudi nekaj levičarsko usmerjenih pisateljev. Levičarski intelektualci so se od Stalinovih  konceptov obrnili k Leninovim. S tem je prišlo tudi do preobrata v vrednotenju modernizma, ki ga je ortodoksna prosovjetska levica imela za izraz dekadence in buržoaznega individualizma.
Takšno gledanje je opozorilo na vzporednice med boljševiki, ki so bili obsojeni na moskovskih procesih, in umetniki, izločenimi iz družbe. Umetnostni kritik Clement Greenberg je leta 1941 v eseju o Bertholdu Brechtu, ki združuje modernistični pesniški izraz z levičarskimi idejami in ideali, opozarjal na obstoj modernistične poezije, ki je pridobila poseben karakter prek vplivov ljudskega in popularnega.

### 1941–1960: Slepa ulica ideologije
Radikalizem levičarskih intelektualcev je dodatno omehčala druga svetovna vojna. V Združenih državah je po zmagi prišlo do hladne vojne, krepitve desničarskih pozicij in procesa proti domnevnima sovjetskima vohunoma zakoncema Rosenberg. Proces se je končal z njuno usmrtitvijo na električnem stolu, ki je podlaga za roman The Public Burning (1977) avtorja Roberta Cooverja in vrste drugih pomembnih del ameriške proze tistega časa. Začne se obdobje makartizma, po senatorju McCarthyju poimenovana serija procesov proti levičarskim intelektualcem.
Revija Partisan Review je ohranila vlogo pomembnega razumniškega glasila in se pomaknila proti politični sredini. V knjigi The End of Ideology: On the Exhaustion of Political Ideas in the Fifties (1960) to preusmeritev Daniel Bell komentira s trditvijo, da so ideologije zašle v slepo ulico.
Pojavila se je skupina newyorških intelektualcev, ki jih je Bell opisal kot pripadnike dvakrat rojene generacije, ki nahaja svojo usodo v pesimizmu, zlu, tragediji in obupu. Je hkrati stara in pred svojim časom. V knjigi An End to Innocence (1955) literarni kritik Leslie Fiedler pravi, da mora ameriška družba odrasti in prevzeti odgovornost. Ameriški liberalizem se mu zdi preveč nedolžen in pretirano navezan na mite o svobodi in na odsotnost omejitev. Daniel Bell v knjigi The Cultural Contradictions of Capitalism (1976) predstavi stališče avtomatizacije umetnosti in njenega obrata od življenja, ki se kaže kot ena izmed temeljnih potez postmodernizma. Življenje in književnost se razmikata in uveljavlja se tendenca, ki za nadomestek življenja predstavlja literaturo. Do pisanja o pisanju ne manjka več veliko.

### 1960 in kasneje: Eksplozija univerzitetnega sloga
Ob koncu petdesetih in v začetku šestdesetih let je začela odraščati številna »baby-boom« povojna generacija, kot posledica izbruha življenjske radosti ob koncu vojne. Njen pritisk na univerze in sočasno mehčanje ameriškega političnega prizorišča povzroči, da vodilno vlogo v oblikovanju kulturne zavesti namesto intelektualnih revij prevzamejo univerze. Zaradi povečanega priliva študentov in profesorjev se je pričela geografska in intelektualna pluralizacija ameriške univerzitetne ponudbe, ki je povzročila nastanek številnih novih študijskih programov.
Za nastanek in obstanek ameriške metafikcije  je pomemben predvsem program kreativnega pisanja. Pisateljski študijski proces je bil z domačimi nalogami in psihološko obarvanimi pogovori o izdelkih podoben študentskim družabnim igram. Status pisanja kot univerzitetnega predmeta je dokazoval, da je pisanje v nasprotju s prejšnjim splošnim mnenjem spodobno delo, ki se ga ni potrebno sramovati in ne pripelje človeka na družbeni rob. Dokazoval je, da se pisanja lahko nauči skoraj vsakdo in da status pisca ni privilegij posebno nadarjenih, kar je sovpadalo z naraščajočo ideologijo družbe enakih možnosti.
Eden izmed rezultatov povečane pisateljske produkcije je bila tudi ameriška metafikcija. Pri večini literature, ki je nastala v univerzitetnih programih, gre za prevlado znanja nad izkušnjo in obrtne spretnosti nad domišljijo, kar sta značilni določili ameriške metafikcije. Z vključitvijo v sistem univerze pisatelj sprejme mišljenjski slog, ki branje in pisanje vrednostno postavlja pred neposredno življenjsko izkustvo. 
Ker pisanje ni govorilo več o resničnem življenju, se je njegova potencialna bralna privlačnost močno zmanjšala. Dodatno jo je zmanjšalo še dejstvo, da je za branje besedil, ki se nanašajo na druga besedila, potrebno le-ta tudi poznati, saj šele to omogoči dekodiranje.

### Osemdeseta leta: Beg iz labirinta
Eksploziji ameriških metafikcionalistov je sledila povsem nova tematska in slogovna usmeritev v minimalizem in intimizem tako znotraj ameriške proze kot tudi znotraj šol kreativnega pisanja. Pozornost piscev se je obrnila k majhnim, vsakdanjim dogodkom in ljudem, slog pa je postal kar se da preprost. Reference v besedilih so postale materialne in realne. 
Pisci ameriške metafikcije so se tudi v osemdesetih in devetdesetih letih še oglašali, vendar niso predstavili  formalnih ali vsebinskih novosti, temveč le potrjevali svoj doseženi avtorski status.

## Avtorji ameriške metafikcije

### Prvi val
- John Hawkes
- William Gaddis
- Vladimir Nabokov
- John Barth
- William Howard Gass
- Thomas Pynchon

### Drugi val
- Donald Barthelme
- Robert Coover
- Kurt Vonnegut
- Richard Brautigan
- Gilbert Sorrentino
- Ishmael Reed
- Raymond Federman
- Guy Davenport
- Walter Abish
- Ronald Sukenick